# Minuartia drummondii
Minuartia drummondii là loài thực vật có hoa thuộc họ Cẩm chướng. Loài này được (Shinners) McNeill mô tả khoa học đầu tiên năm 1962.